# Koedijk (natuurgebied)
De Koedijk is een natuurgebied van het Goois Natuurreservaat tussen de Hilversumse Meent en de wijk Het Spiegel in Bussum. De dijk bevindt zich tussen de oostelijke Franse Kampheide en de weilanden van de Hilversumse en Bussumse meent. De houtwal moest het overlopen van schapen van heide naar weiland en koeien in de andere richting voorkomen. De tot dan 'Wijdijk' genoemde barrière kreeg in de 19e eeuw de naam Koedijk. In Bussum ligt nog de Koedijklaan. Tussen de Nieuwe 's-Gravelandseweg in Bussum en Cruysbergen aan de Bussumse Meent bevinden zich nog restanten van de oude dijk.
In 2010 werd het gebied aangekocht door het Goois Natuurreservaat. Daardoor ontstond een ecologische verbinding tussen Naardermeer en de Franse Kampheide en Spanderswoud in het Gooi. Het voormalige mobilisatiecomplex Bussum bleef echter een ontbrekende schakel.

## Werk I aan de Koedijk

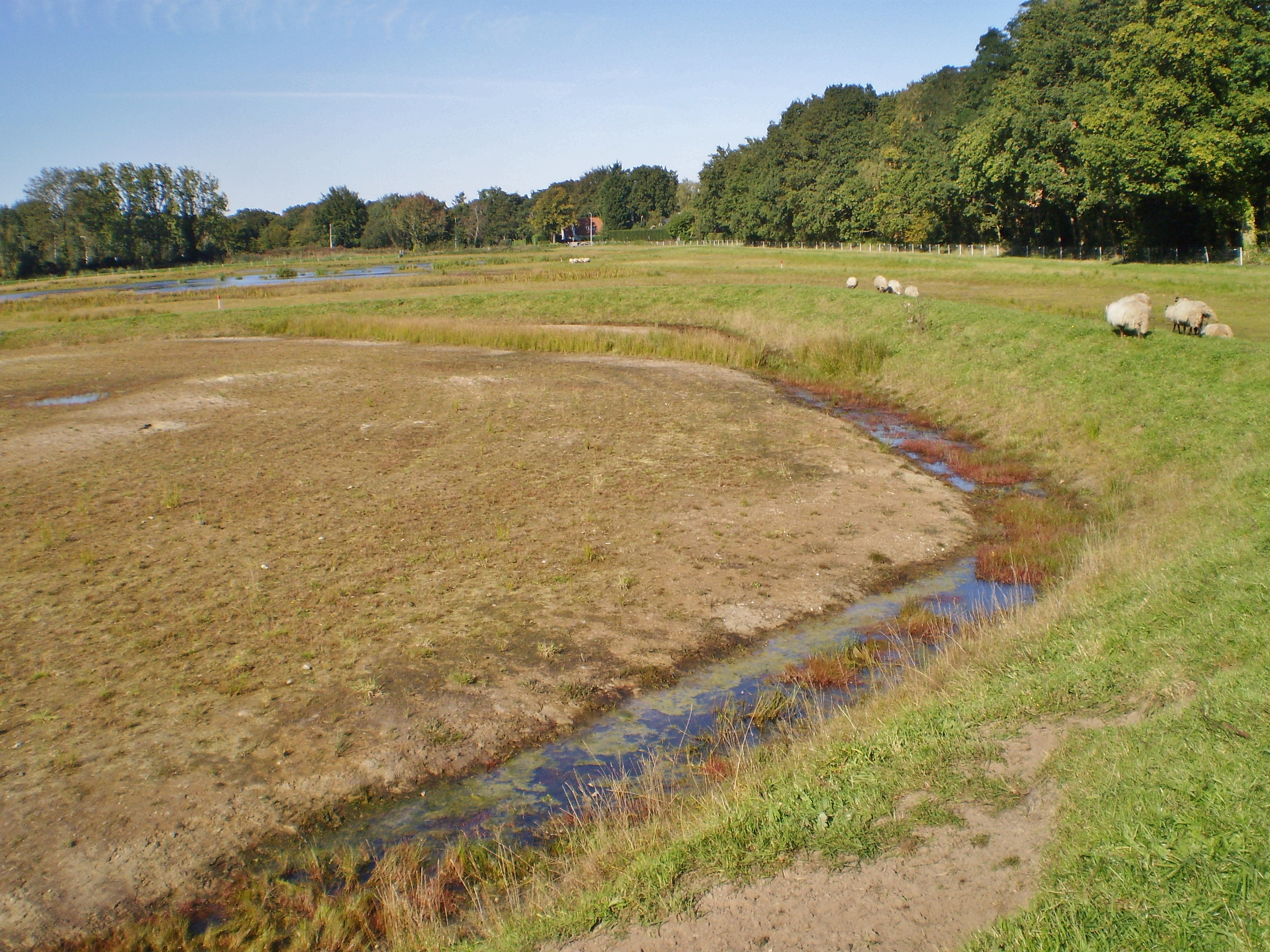
Contouren Werk I

Bij de Koedijk lag tot aan het begin van de twintigste eeuw een aarden verdedigingswerk uit 1877 dat ten zuiden van de Meentweg lag. Dit Werk I aan de Koedijk was onderdeel van het zogenoemde Offensief voor Naarden en de Nieuwe Hollandse Waterlinie. Naar de versterking voerde een weg. Het Offensief voor Naarden bestond uit een reeks vijf forten en batterijen ten zuiden van de stad Naarden. Het was bedoeld om vijandelijke troepen die uit het zuiden kwamen tegen te houden. Werk I lag net ten oosten van de inundatiegrens, de grens tot waar men het land, bij een dreigende komst van vijandelijke troepen, onder water kon zetten. Het gebied was dan te drassig om erdoorheen te lopen en te droog om er te kunnen varen. 
Het gebied maakte tot de Tweede Wereldoorlog deel uit van de Nieuwe Hollandse Waterlinie tussen Muiden en de Biesbosch. De hooggelegen gronden van het Gooi konden niet onder water worden gezet. Daarom waren in de tweede helft van de negentiende eeuw deze verdedigingswerken aangelegd. Vijftig jaar later werd Werk I alweer met de grond gelijk gemaakt. Tijdens de Eerste Wereldoorlog waren er nog manschappen in gelegerd geweest. Uit oude tekeningen blijkt dat Werk I bestond uit een gracht, een grondwal met opstelplaatsen voor kanonnen en een toegangsweg aan de noordkant. In het zuidoosten lag Werk II, op de plaats waar later een zwembad kwam. Rondom de 'Werken' diende een vrij schootsveld te zijn zodat de Kringenwet van toepassing was. Binnen de eerste kring mocht niet worden gebouwd en binnen de tweede kring alleen houten huizen die snel konden worden afgebroken of verbrand.
In 2014 zijn de contouren van de verdwenen batterij in het landschap weer zichtbaar gemaakt.